# Quispe
Quispe o Quespi (quechua: qispi ‘libre, transparente, que deja pasar la luz’) es un apellido de origen quechua. Es el apellido con mayores portadores en el Perú (300 mil personas) y junto al apellido Huamán, los únicos dos de origen quechua ubicados entre los 15 con más portadores en dicho país.

## Historia
La primera mención del vocablo quechua se da en la princesa inca Quispe Sisa (flor clara o transparente) quien en 1532 se casó con Francisco Pizarro.[cita requerida]